# Mexicaanse Liberale Partij (2003)
De Mexicaanse Liberale Partij (Partido Liberal Mexicana, PLM) was een Mexicaanse politieke partij die bestond van 2002 tot 2003.
Hoewel ze dezelfde naam had als de anarchistische Mexicaanse Liberale Partij uit de Mexicaanse Revolutie, had zij hier ideologisch weinig mee te maken. De PLM beschouwde zich als voortzetter van de Mexicaanse liberale traditie uit de Reforma in de 19e eeuw, erfgoed dat volgens de partij verwaterd was. De PLM deed slechts een keer mee aan verkiezingen. Bij de parlementsverkiezingen van 2003 haalde zij geen enkele zetel, waarmee zij haar erkenning verloor.
PAN · PRI · PVEM · PT · MC · Morena